# Партизанский поселковый совет (Генический район)
Партизанский поселковый совет (укр. Партизанська селищна рада) — входит в состав
Генического района
Херсонской области
Украины.
Административный центр поселкового совета находится в
пгт Рыково
.

## История
- 1960 — дата образования.

## Населённые пункты совета
- пгт Рыково
- с. Гаевое
- с. Догмаровка
- с. Москаленко